# WTA de Gold Coast
O WTA de Gold Coast – ou Mondial Australian Women's Hardcourts, na última edição – foi um torneio de tênis profissional feminino, de nível WTA Tier III.
Realizado em Gold Coast, no leste da Austrália, durou doze anos. Nas duas primeiras edições foi disputado em Hope Island, subúrbio de Gold Coast, para depois migrar à cidade principal. Os jogos eram disputados em quadras duras durante o mês de janeiro. Depois da última edição, em 2008, foi substituído pelo WTA de Brisbane.

## Finais

### Simples
| Ano  | Campeã            | Vice-campeã            | Resultado      |
| ---- | ----------------- | ---------------------- | -------------- |
| 2008 | Li Na             | Victoria Azarenka      | 4–6, 6–3, 6–4  |
| 2007 | Dinara Safina     | Martina Hingis         | 6–3, 3–6, 7–5  |
| 2006 | Lucie Šafářová    | Flavia Pennetta        | 6–3, 6–4       |
| 2005 | Patty Schnyder    | Samantha Stosur        | 1–6, 6–3, 7–5  |
| 2004 | Ai Sugiyama       | Nadia Petrova          | 1–6, 6–1, 6–4  |
| 2003 | Nathalie Dechy    | Marie-Gaïané Mikaelian | 6–3, 3–6, 6–3  |
| 2002 | Venus Williams    | Justine Henin          | 7–5, 6–2       |
| 2001 | Justine Henin     | Silvia Farina Elia     | 7–65, 6–4      |
| 2000 | Silvija Talaja    | Conchita Martínez      | 6–1, 3–6, 6–0  |
| 1999 | Patty Schnyder    | Mary Pierce            | 4–6, 7–65, 6–2 |
| 1998 | Ai Sugiyama       | María Vento            | 7–5, 6–0       |
| 1997 | Elena Likhovtseva | Ai Sugiyama            | 3–6, 7–67, 6–3 |

### Duplas
| Ano  | Campeãs                                 | Vice-campeãs                           | Resultado     |
| ---- | --------------------------------------- | -------------------------------------- | ------------- |
| 2008 | Dinara Safina Ágnes Szávay              | Yan Zi Zheng Jie                       | 6–1, 6–2      |
| 2007 | Dinara Safina Katarina Srebotnik        | Iveta Benešová Galina Voskoboeva       | 6–3, 6–4      |
| 2006 | Dinara Safina Meghann Shaughnessy       | Cara Black Rennae Stubbs               | 6–2, 6–3      |
| 2005 | Elena Likhovtseva Magdalena Maleeva     | Maria Elena Camerin Silvia Farina Elia | 6–3, 5–7, 6–1 |
| 2004 | Svetlana Kuznetsova Elena Likhovtseva   | Liezel Huber Katerina Maleeva          | 6–3, 6–4      |
| 2003 | Svetlana Kuznetsova Martina Navrátilová | Nathalie Dechy Émilie Loit             | 6–4, 6–4      |
| 2002 | Justine Henin Meghann Shaughnessy       | Åsa Svensson Miriam Oremans            | 6–1, 7–66     |
| 2001 | Giulia Casoni Janette Husárová          | Katie Schlukebir Meghann Shaughnessy   | 7–69, 7–5     |
| 2000 | Julie Halard-Decugis Anna Kournikova    | Sabine Appelmans Rita Grande           | 6–3, 6–0      |
| 1999 | Corina Morariu Larisa Neiland           | Kristine Kunce Irina Spîrlea           | 6–3, 6–3      |
| 1998 | Elena Likhovtseva Ai Sugiyama           | Park Sung-hee Wang Shi-ting            | 1–6, 6–3, 6–4 |
| 1997 | Naoko Kijimuta Nana Miyagi              | Ruxandra Dragomir Silvia Farina        | 7–6, 6–1      |